# اندی مورل
اندی مورل (انگلیسی: Andy Morrell؛ زادهٔ ۲۸ سپتامبر ۱۹۷۴) بازیکن فوتبال اهل بریتانیا است.
از باشگاه‌هایی که در آن بازی کرده‌است می‌توان به باشگاه فوتبال بری، باشگاه فوتبال بلکپول، باشگاه فوتبال کاونتری سیتی، باشگاه فوتبال تاموورث، و باشگاه فوتبال ورکسام اشاره کرد.